# Рамазанов, Равиль Ганиевич
Равиль Ганиевич Рамазанов (род. 7 сентября 1952) — советский футболист, защитник, казахстанский тренер.
В 1970—1980-х годах играл во второй советской лиге за «Актюбинец» (Актюбинск). В чемпионате Казахстана работал в клубе главным тренером (2001, по июль; апрель 2004—2005), тренером (2004, по апрель), спортивным директором (2006). В 2002, с июля — главный тренер, в 2003 — по июль — тренер клуба «Есиль-Богатырь» Петропавловск. В 2008, по июнь — главный тренер «Мегаспорта» Алма-Ата.